# Мельничук Алла Антонівна
Алла Антонівна Мельничук (нар. 14 жовтня 1952, село Кирилівка, Одеська область) — директорка Тираспольського об'єднаного музею, член Спілки письменників Придністров'я та Росії.

## Життєпис
Алла Антонівна народилася 14 жовтня 1952 року в селі Кирилівка Одеської області. У 1962 році родина переїхала до села Кременчуг Слободзейського району Молдавської РСР. Вищу освіту отримала в Одеському державному університеті ім. І. І. Мечникова на історичному факультеті.
З 1975 по 1976 роки працювала вчителькою історії в Слободзейській середній школі № 3, а з 1976 року — науковою співробітницею, старшою науковою співробітницею, завідувачкою відділом історії Тираспольського історико — краєзнавчого музею.
У 1987 році Алла разом з чоловіком і дітьми Олексієм і Оленою переїхала на Чукотку: спочатку в селище Урелики Провиденського району, потім в село Лаврентія Чукотського району, де працювала вчителькою історії, суспільствознавства та географії в Уреликівській денній та вечірній школі. Також працювала у всесоюзному товаристві «Знання» і райкомі партії.
У 1990 році повернулася до Тирасполя і на колишню роботу в Тираспольський об'єднаний музей. В музеї працювала на різних посадах: наукова співробітниця, заступниця директора з наукової роботи, а з 1994 року стала директоркою Тираспольського об'єднаного музею.
З 2004 року є членом Спілок письменників Придністровської Молдавської Республіки (ПМР) і Міжнародного співтовариства письменницьких спілок.
У 2007 році написала текст гімну міста Тирасполь. У цьому ж році випустила книгу віршів «Хочу весну». У 2015 році стала однією з авторів книги «Музеї Придністров'я».

## Громадська діяльність[6]
- член правління Спілки письменників Придністров'я;
- член художньої комісії при Державній службі зв'язку і ЗМІ (з питань випуску знаків поштової оплати);
- член Геральдичної ради при Президенті Придністровської Молдавської Республіки[7];
- член атестаційної комісії Управління культури Міністерства освіти ПМР;
- член нагородної комісії Тираспольського Міськради і Держадміністрації;
- член Громадської палати ПМР[8][9];
- член Громадської ради при Слідчому комітеті ПМР[10];
- член Ради ГО «Управління культури міста Тирасполя».
- член Громадської ради з культури при Тираспольсько-Дубоссарській єпархії[11]

## Нагороди та звання
- Медаль преподобного Сергія Радонезького II ступеня[12]
- Орден «Трудова слава» (ПМР)[13]
- Медаль «За трудову доблесть» (ПМР)
- Медаль «Десять років Придністровській Молдавській Республіці»[14]
- Грамота Президента ПМР[15]
- Диплом «За заслуги перед містом» Тираспольської Держадміністрації (2012)[6]
- Відмінний працівник культури МРСР
- Лауреатка премії «Віват» у категорії «Ювіляр року»[16]
- Заслужений діяч мистецтв ПМР
- Заслужений працівник культури ПМР
- Лауреат літературної премії ім. Юрія Долгорукого уряду Москви для письменників, які пишуть російською мовою за межами Росії (2010)[17]
- Лауреат премії «Визнання» в номінації «Культура»[18]
- Лауреат премії «Вікторія» в номінації «Громадська діяльність»
- Медаль «Ювілей Всенародного Подвигу. 1613—2013»[19]
- Ювілейна медаль «25 років Придністровській Молдавській Республіці»[20]
- Подячний лист Президента Придністровської Молдавської Республіки[21]